# Rodni Vrh
Rodni Vrh – wieś w Słowenii, w gminie Podlehnik. W 2018 roku liczyła 47 mieszkańców.